# Mauritius Johann Vogt

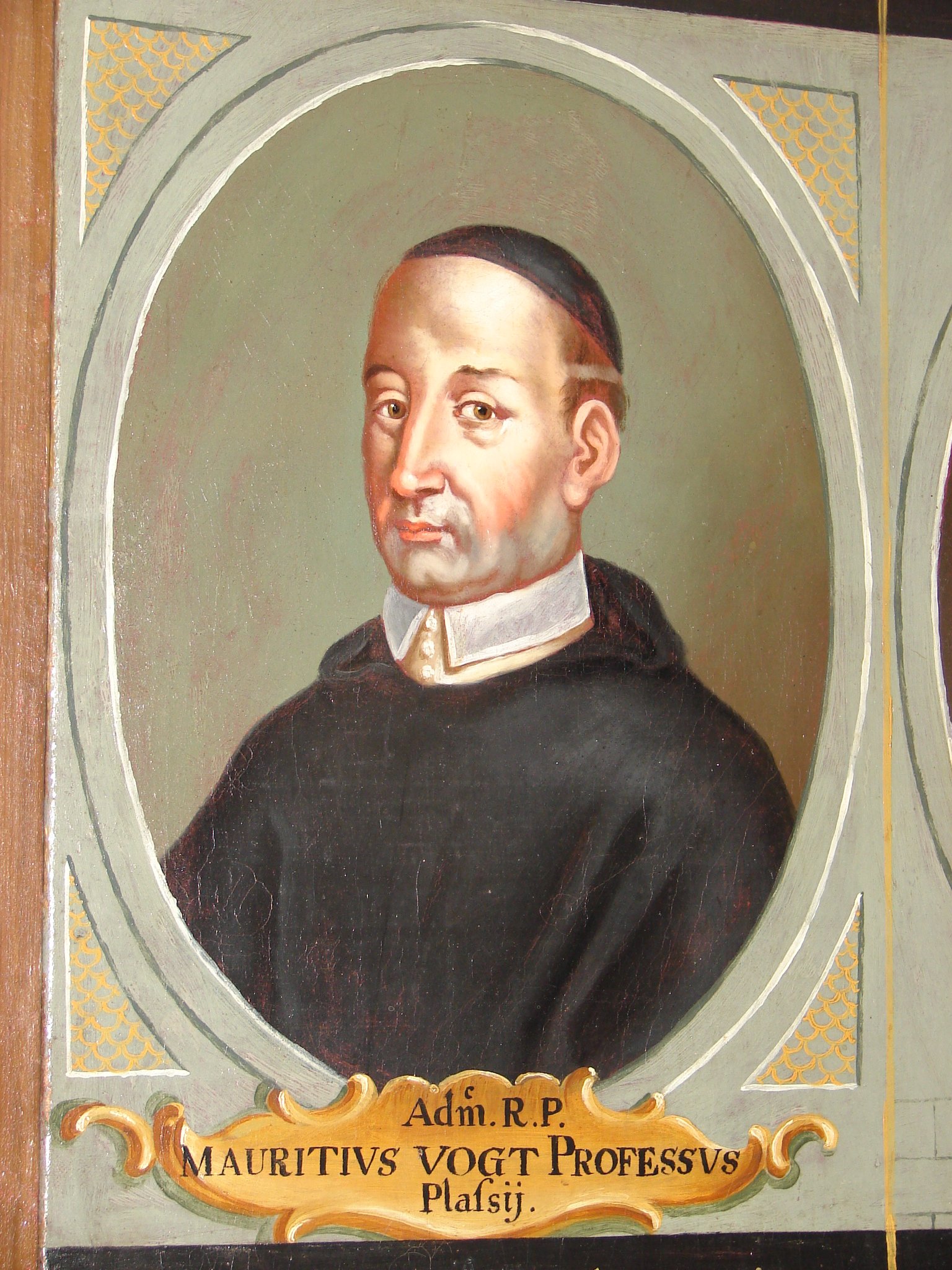
Mauritius Johann Vogt

Mauritius Johann Vogt, OCist, (deutsch: Moritz; tschechisch: Mořic; Taufname Johann Georg Vogt (Joannes Georgius); * 30. Juni 1669 in Bad Königshofen (Unterfranken); † 17. August 1730 in Maria Teinitz (Böhmen)) war ein böhmischer römisch-katholischer Priester deutscher Abstammung und Mitglied des Zisterzienserordens, der im Zisterzienserstift Plaß  (Plasy) sowie an der Wallfahrtskirche Maria Teinitz (Mariánská Týnice) wirkte. Dort entfaltete er eine umfangreiche wissenschaftliche und künstlerische Tätigkeit und betätigte sich unter anderem als Musikwissenschaftler, Orgelbauer, Komponist, Dichter, Historiker, Kartograf und Geologe.

## Leben und Wirken

Titelblatt des Buches Das jetzt lebende Königreich Böhmen, Mauritius Vogt, 1712

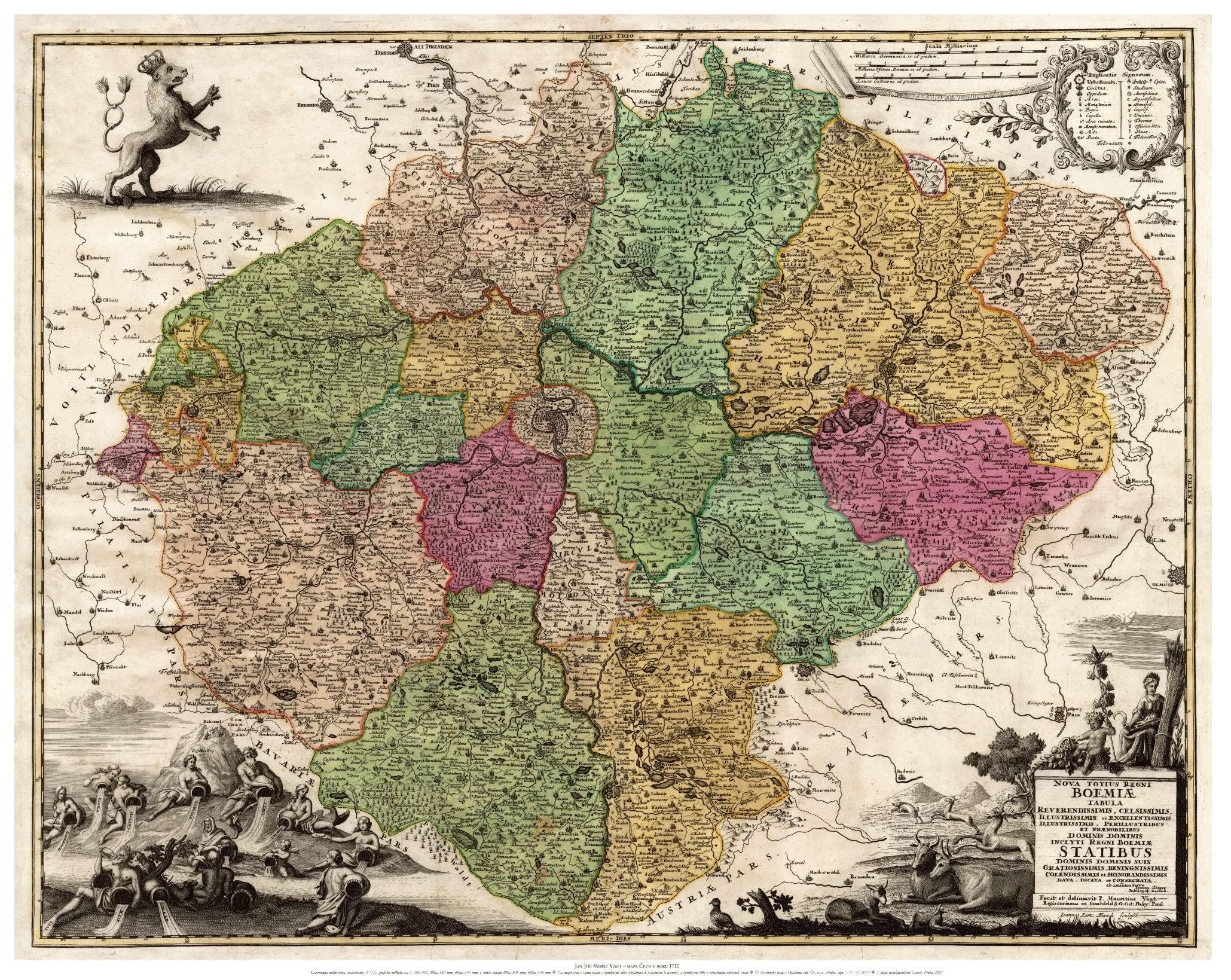
Landkarte von Böhmen, Mauritius Vogt 1712

Mauritius Johann Vogt kam bereits als Kind mit seinem Vater, der als Landvermesser an den umfangreichen Bauarbeiten des Zisterzienserstifts Plaß beteiligt war, nach Böhmen. Seine erste schulische Ausbildung erhielt er in Plaß, bevor er in Prag Philosophie und Theologie studierte. 1692 trat er in das Zisterzienserstift Plaß ein und wurde 1698 zum Priester geweiht, wobei er den Ordensnamen Mauritius annahm. Abt Andreas Troyer (1681–1699) ermöglichte ihm Reisen in die Musikzentren Italiens, Deutschlands und Österreichs (belegt sind Reisen nach Rom, Venedig, Stams und 1722 nach Göttweig), um sich musikalisch weiterzubilden.
Ab etwa 1711 war Vogt als Organist und Kapellmeister auf Schloss Manětín bei der Gräfin Marie Gabriela Lažanská tätig, wo ihm auch der Entwurf der dortigen Orgel zugeschrieben wird. Im Jahr 1724 wurde er von seinem Orden nach Mariánská Týnice entsandt, wo er bis zu seinem Tod als Superior (Vorsteher) wirkte. Er wurde im Kloster Plasy beigesetzt.
Bekannt wurde Mauritius Johann Vogt vor allem durch seine Schrift Das jetzt lebende Königreich Böhmen in seiner historisch- und geographischen Beschreibung vorgestellt, die 1712 bei Johann Ziegler in Frankfurt am Main und in Leipzig gedruckt wurde. Diese umfassende Beschreibung Böhmens wurde durch 45 Kupferstiche (hauptsächlich Veduten und Stadtpläne) sowie eine sorgfältig ausgearbeitete große Karte Böhmens im Anhang ergänzt. Diese Karte stellte im Vergleich zu früheren Karten, wie der von Aretino (1619) und der von Vetter (1668), einen bedeutenden Fortschritt in Bezug auf Inhalt und Genauigkeit dar. Ihre Bedeutung für die böhmische Kartografie war jedoch begrenzt, da bereits 1720 eine genauere Karte von Johann Christoph Müller erschien, die für lange Zeit als Grundlage für weitere Karten von Böhmen diente. 
Vogts Karte hat eine Größe von 656 mm × 853 mm und einen Maßstab von etwa 1:396.200. Sie enthält die administrative Gliederung Böhmens in vierzehn Regionen sowie zahlreiche kulturelle, wirtschaftliche und geographische Informationen und Sehenswürdigkeiten. Mit 24 Symbolen, die in der Legende erläutert werden, sind nicht nur Städte, Dörfer, Burgen, Straßen und Flüsse dargestellt, sondern auch Burgruinen, Klöster, Bistümer, Lateinschulen, Mühlen, Thermalquellen, Glashütten, Erz- und Mineralvorkommen sowie Kuriositäten wie Perlmuttervorkommen.
Vogt verfasste die musiktheoretische Schrift Conclave thesauri magnae artis musicae (Prag, 1719), die sich unter anderem mit der mitteleuropäischen Kirchenmusik zu Beginn des 18. Jahrhunderts und mit dem Orgelbau befasst. Er schrieb auch naturkundliche Werke, z. B. Bohemia et Moravia subterranea (1729). In seinem Nachlass finden sich auch Heiligenbiografien (Felicia festa sive Kalendarium Fortunae) sowie eine Abhandlung über die Geschichte des Klosters Plasy (Tilia Plassensis in horto nostro, sive Chronicum Plassense privatum, 1723), die auch eine Karte des Klosterbesitzes im Maßstab von etwa 1:205.000 enthält.
Vogt veröffentlichte auch eine Sammlung von Arien mit Klavierbegleitung unter dem Titel Vertumnus vanitatis musice. Sie umfasst 31 Arien über lateinische Meditationstexte für Solostimme und Continuo im Stil des venezianischen Spätbarocks in knapper Da-capo-Form und mit kurzen fugalen Einleitungspassagen. Drei weitere Arien sind in Vogts theoretischer Abhandlung Conclave thesauri magnae artis musicae als Beispiele für die Gattung der Arie enthalten.

## Werke
Schriften
- Conclave thesauri magnae artis musicae, in quo tractatur praecipue de compositione (Prag 1719) – behandelt u. a. Fragen der Musiktheorie und des Orgelbaus und enthält als Beispiele Vogts eigene Kompositionen.
- Tilia Plassensis in horto nostro, sive Chronicum Plassense privatum (1723) – enthält u. a. die Geschichte des Klosters Plasy und die Karte Chorographia totius dominii Plassensis im Maßstab 1:205.000 (Handschrift im Kloster Osek)

Ein Teil dieser Arbeit wurde von Antonín Podlaha in der Sammlung Sbírka pramenů církevních dějin českých stol. XVI.–XVIII. (deutsch: Quellensammlung zur Geschichte der böhmischen Kirche der Jahrhunderte XVI.–XVIII.) veröffentlicht (Prag, 1909).
- Bohemia et Moravia subterranea (1729) – beschreibt die Erz- und Mineralvorkommen Böhmens (Handschrift im Nationalmuseum Prag)
- Das jetzt lebende Königreich Böhmen in seiner historisch- und geographischen Beschreibung vorgestellt (1712) – mit einer Karte von Böhmen, Größe 656 mm × 853 mm, Maßstab etwa 1:396 800.
- Felicia festa sive Kalendarium Fortunae – Heiligenbiografien (Handschrift im Kloster Osek)

Kompositionen
- Vertumnus vanitatis musice in 31 fugis delusus – Arien für Solostimme und Klavier (1740)
- Litaniae Lauretanae
- Drei Arien: In principio thema tene für Sopran, Bass und bc; Perfida mundi pax für, Sopran zwei Violinen und bc; Questi vaghi giovenetti für Sopran und bc; gedruckt in Conclave thesauri magnae artis musicae (Prag 1719)
- Drei Messen und and 27 Motetten, nachgewiesen im Inventar des Stiftes Osek (1720), verloren